# Унтераммергау
Унтераммергау (нім. Unterammergau) — громада в Німеччині, розташована в землі Баварія. Підпорядковується адміністративному округу Верхня Баварія. Входить до складу району Гарміш-Партенкірхен. Центр об'єднання громад Унтераммергау.
Площа — 29,90 км2. Населення становить 1546 ос. (станом на 31 грудня 2020).

## Галерея

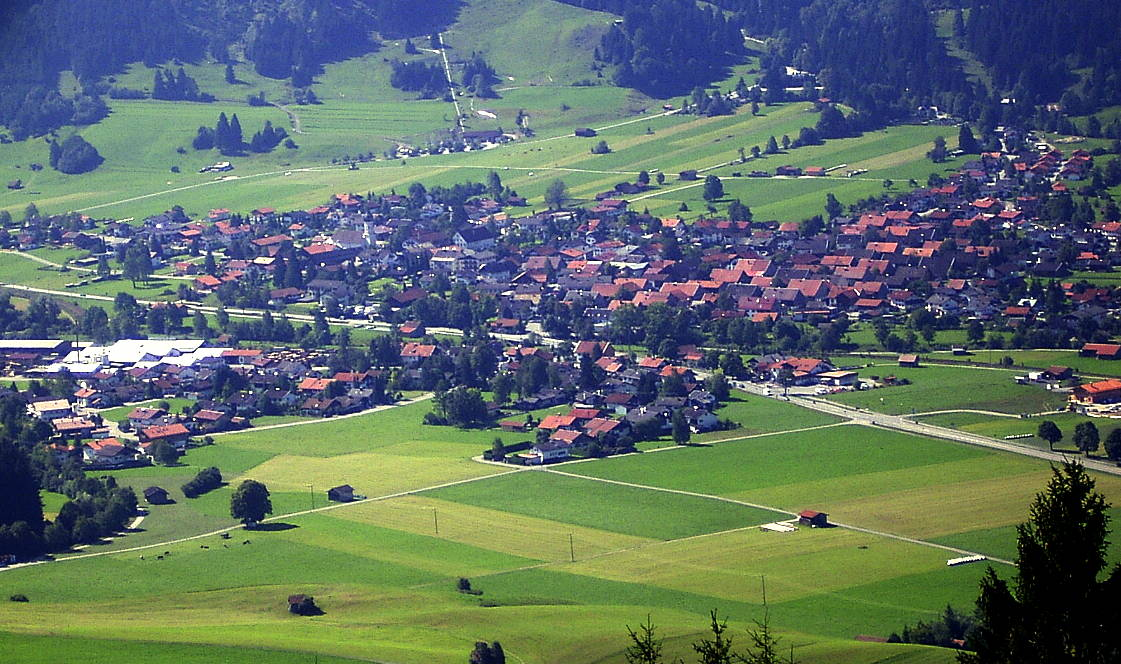